# Chios
Chios (gr. Χίος, łac. Chius) – wyspa w Grecji na Morzu Egejskim, położona na azjatyckim szelfie kontynentalnym, u wybrzeży Turcji. Wyspa jest zbudowana ze skał wapiennych i kredowych.  Ważny ośrodek turystyczny. W przeszłości znana jako „wyspa kupców”, „wyspa kapitanów”.
Wyspa Chios leży w administracji zdecentralizowanej Wyspy Egejskie, w regionie Wyspy Egejskie Północne, w jednostce regionalnej Chios, w gminie Chios. Siedzibą gminy jest miasto Chios.
Na wyspie rozwinął się przemysł spożywczy. Na Chios uprawia się winorośl, oliwki, migdałowców oraz drzew morwowych.
Powierzchnia prefektury wynosi 904 km² i zamieszkuje ją 53 817 osób (stan z roku 2005).
W okresie greckiej wojny o niepodległość wymordowano lub sprzedano w niewolę niemal całość rdzennej, greckiej ludności wyspy. Ocaleli nieliczni uciekinierzy, Chiotes przebywający za granicą i liczni marynarze z Chios.
Na Chios znajduje się wpisany na listę światowego dziedzictwa UNESCO klasztor Nea Moni.